# Unione Sportiva Bagnolese 1923-1924
Questa pagina raccoglie i dati riguardanti l'Unione Sportiva Bagnolese nelle competizioni ufficiali della stagione 1923-1924.

## Divise
| Casa | Trasferta |

## Rosa
| N. |                   | Ruolo | Calciatore     |
| -- | ----------------- | ----- | -------------- |
|    | Italia (bandiera) | C     | Canterini      |
|    | Italia (bandiera) | D     | Claar II       |
|    | Italia (bandiera) | D     | Invorio        |
|    | Italia (bandiera) | A     | Giuseppe Marra |
|    | Italia (bandiera) | A     | Angelo Parodi  |
|    | Italia (bandiera) | D     | Piccolo        |

| N. |                   | Ruolo | Calciatore             |
| -- | ----------------- | ----- | ---------------------- |
|    | Italia (bandiera) | A     | Pietro Polisano        |
|    | Italia (bandiera) | P     | Rizzo                  |
|    | Italia (bandiera) | A     | Sarnataro              |
|    | Italia (bandiera) |       | Alessandro Scaglierini |
|    | Italia (bandiera) | D     | Aniello Zita           |

## Risultati

### Prima Divisione

#### Girone campano

##### Girone di andata
| Arbitro: | Argento (Napoli) |

|             |           |                                  |
| Invorio 65’ | Marcatori | 10’, 35’ Iaquinto II 15’ Valente |

| Castellammare di Stabia 4 novembre 1923 2ª giornata | Stabia         | 0 – 2 A tav. | Bagnolese | Campo delle Scuole\| Arbitro: \| Senes (Napoli) \| |
| Arbitro:                                            | Senes (Napoli) |              |           |                                                    |

| Arbitro: | Romano |

|                                        |           |  |
| Ghisi I 15’ Maltagliati 27’ Bobbio 65’ | Marcatori |  |

| Salerno 18 novembre 1923 4ª giornata | Salernitanaudax | 0 – 2 A tav. | Bagnolese | \| Arbitro: \| Filosa (Napoli) \| |
| Arbitro:                             | Filosa (Napoli) |              |           |                                   |

| Arbitro: | Senes (Napoli) |

|                                 |           |           |
| Canterini 3’, 86’ Sarnataro 67’ | Marcatori | 72’ Bruna |

##### Girone di ritorno
| Arbitro: | Comandini (Roma) |

|             |           |            |
| Valente 65’ | Marcatori | 43’ Parodi |

| Arbitro: | Filosa (Napoli) |

|                 |           |  |
| Parodi 35’, 75’ | Marcatori |  |

| Arbitro: | Senes (Napoli) |

|  |           |              |
|  | Marcatori | 16’ Mombelli |

| Cava de' Tirreni 13 gennaio 1924 9ª giornata | Bagnolese      | 0 – 0 | Salernitanaudax | \| Arbitro: \| Senes (Napoli) \| |
| Arbitro:                                     | Senes (Napoli) |       |                 |                                  |

| Arbitro: | Trama (Torre Annunziata) |

|                                    |           |            |
| Tavella 20’ Marra 30’ Accarino 88’ | Marcatori | 70’ Parodi |

## Statistiche

### Statistiche di squadra
| Competizione             | Punti | In casa | In casa | In casa | In casa | In casa | In casa | In trasferta | In trasferta | In trasferta | In trasferta | In trasferta | In trasferta | Totale | Totale | Totale | Totale | Totale | Totale | DR |
| Competizione             | Punti | G       | V       | N       | P       | Gf      | Gs      | G            | V            | N            | P            | Gf           | Gs           | G      | V      | N      | P      | Gf     | Gs     | DR |
| ------------------------ | ----- | ------- | ------- | ------- | ------- | ------- | ------- | ------------ | ------------ | ------------ | ------------ | ------------ | ------------ | ------ | ------ | ------ | ------ | ------ | ------ | -- |
| Prima Divisione-Campania | 10    | 5       | 2       | 1       | 2       | 6       | 5       | 5            | 2            | 1            | 2            | 6            | 7            | 10     | 4      | 2      | 4      | 12     | 12     | 0  |

### Statistiche dei giocatori
| Giocatore    | Prima Divisione | Prima Divisione |
| Giocatore    | Presenze        | Reti            |
| ------------ | --------------- | --------------- |
| G. Cangiullo | 2               | -1              |
| Canterini    | 9               | 2               |
| Claar        | 9               | 0               |
| Invorio      | 10              | 1               |
| Marra        | 10              | 0               |
| Parascandolo | 1               | 0               |
| A. Parodi    | 10              | 4               |
| Piccolo I    | 10              | 0               |
| Piccolo II   | 2               | 0               |
| Polisano     | 10              | 0               |
| Rizzo        | 8               | -11             |
| Sarnataro    | 10              | 1               |
| Scaglierini  | 9               | 0               |
| Zita         | 10              | 0               |